# Noche en la ciudad (Fiesta!)
«Noche en la ciudad (Fiesta!)» es la octava pista del álbum Corazones (1990) del grupo chileno Los Prisioneros.

## Canción
Pese a que no fue lanzada como sencillo promocional, la canción tuvo una relativamente alta rotación en las radios chilenas en 1991. Con una base rítmica deudora del «Blue Monday» de New Order, su letra se asimila a las de los álbumes anteriores de Los Prisioneros, pues trata de manera sarcástica sobre la aparente «tranquilidad» que imperaba durante la dictadura de Pinochet a través de su toque de queda y la mentalidad mojigata de la época.